# 우니온 에스파뇰라
우니온 에스파뇰라(Unión Española)는 칠레의 수도 산티아고의 한 구역인 인데펜덴시아를 연고로 하는 축구팀이다. 이 팀은 1897년에 스페인계 이민자가 창단하였으며, 현재 칠레 프리메라 디비시온에 참가하고 있다.

## 선수 명단

### 현역
참고: FIFA 자격 규정에 따라 소속된 국가대표팀 국기를 표시합니다. 선수는 복수의 FIFA 비회원국 국적을 가지고 있을 수 있습니다.
| 번호 | 포지션 | 국적 | 이름              |
| ---- | ------ | ---- | ----------------- |
| 5    | MF     |      | 디에고 곤살레스   |
| 10   | MF     |      | 에밀리아노 베치오 |

| 번호 | 포지션 | 국적 | 이름 |
| ---- | ------ | ---- | ---- |

## 역대 감독
| 감독               | 임기        |
| ------------------ | ----------- |
| 호세 루이스 시에라 | 2010 ~ 2015 |
| 마르틴 팔레르모    | 2016 ~ 2018 |
| 호세 루이스 시에라 | 2024 ~      |